# Il pollo spaziale
Il pollo spaziale (The Chicken from Outer Space) è un cortometraggio d'animazione statunitense del 1996, diretto da John R. Dilworth ed episodio pilota della serie animata Leone il cane fifone.

## Trama
Un topolino si presenta in cucina spaventando Leone, che salta dalle braccia di Marilù alla faccia di Giustino. Mentre che Marilù caccia via il topo, Giustino fa scendere Leone dalla sua faccia e lo spaventa mettendosi una maschera che raffigura un mostro, che fa scappare Leone fuori di casa. All'improvviso arriva un ufo, dal quale esce un pollo dagli occhi rossi. Leone cerca di avvertire Marilù e Giustino, ma uscendo non vedono niente. Sapendo che il pollo in realtà è presente, Leone si nasconde dietro il pollaio, e sentendo degli urli, vede che il pollo aveva strangolato tutte le galline. Spaventato, Leone rientra in casa e porta Marilù a vedere che cos'era successo, ma l'unica cosa che vedono è il pollaio vuoto con il pollo accovacciato nella paglia. Marilù si avvicinò e vide che il pollo aveva covato delle uova (che avevano delle macchie rosse) che prende con l'intenzione di cucinarle. Leone cerca di avvertire la padrona di non prendere quelle uova, ma senza successo. Il pollo esce, chiudendo Leone nel pollaio. Mentre Marilù cuoce le uova, Leone cerca in tutti i modi di uscire, riuscendoci alla fine. Mentre stava mangiando le uova, Giustino si comporta in un modo strano, e Marilù, vedendo che qualcosa non andava nel marito, si rifiuta di mangiare. Leone, trovando una fionda, colpisce il pollo (che stava guardando il tutto dalla finestra) con un sasso. I due fanno diverse sfide, dove Leone esce sempre vincitore. Dopo aver vinto, Leone indica al pollo di andarsene, ma invece, quest'ultimo tira fuori una pistola laser per uccidere Leone, ma quest'ultimo schiva il colpo, che va a finire sul pollo trasformandolo in un pollo arrosto. Rientrato in casa, Leone polverizza Giustino (ormai diventato un pollo a causa delle uova) con la pistola laser. La puntata finisce con il topo dell'inizio che mangia le ceneri di Giustino e che guarda Leone minaccioso con gli stessi occhi del pollo spaziale.

## Produzione
L'animatore e produttore televisivo John R. Dilworth sviluppò un cortometraggio di sette minuti dopo essersi laureato con un Bachelor of Fine Arts presso la School of Visual Arts di New York nel 1985 ed essere diventato un art director fondando il suo studio di animazione Stretch Films nel 1991 (incorporato successivamente nel 1994). Co-prodotto da Hanna-Barbera e sponsorizzato da Cartoon Network, Il pollo spaziale introduce per la prima volta il personaggio di Leone il cane fifone ed è andato in onda originariamente all'interno della serie televisiva What a Cartoon! il 18 febbraio 1996. Il cortometraggio è servito da episodio pilota per la serie futura.
Leone il cane fifone è nato da un personaggio precedente chiamato Hamilton, che è apparso in Smart Talk with Raisin, un episodio pilota creato da Dilworth per MTV.

## Distribuzione
Il cortometraggio, contenuto all'interno della serie televisiva What a Cartoon!, venne mandato in onda negli Stati Uniti su Cartoon Network il 18 febbraio 1996. In Italia è stato trasmesso su Rai 2, all'interno del contenitore Go-Cart Mattina, nel gennaio 1999.

## Riconoscimenti
- Candidatura ai Premi Oscar 1996 come Miglior cortometraggio d'animazione